# Charles Coste (Radsportler)
Charles Gustave Léonce Coste (* 8. Februar 1924 in Ollioules) ist ein ehemaliger französischer Radsportler und Olympiasieger im Radsport.

## Sportlicher Werdegang
Charles Coste wurde auf einem Bauernhof in Ollioules im Süden Frankreichs geboren und machte eine Lehre als Schlosser. Anfang der 1940er Jahre schenkte ihm sein Vater ein Fahrrad, und bald fuhr er seine ersten Rennen. Durch Empfehlung des Fahrers Jules Merviel landete er 1946 beim Verein Vélo Club de Levallois in Paris, der von dem ehemaligen Fahrer und Olympiateilnehmer Paul Ruinart geleitet wurde.
1947 wurde Charles Coste französischer Amateur-Meister in der Einerverfolgung, verschob aber einen Übertritt zu den Profis, um bei den Olympischen Spielen starten zu können. Im Jahr darauf wurde er gemeinsam mit Pierre Adam, Serge Blusson und Fernand Decanali – nach ihren Nachnamen „ABCD-Team“ genannt – bei den Olympischen Spielen in London auf der Radrennbahn Herne Hill Olympiasieger in der Mannschaftsverfolgung. Im selben Jahr belegte er bei den Bahnweltmeisterschaften Rang drei in der Einerverfolgung der Amateure. Zuvor hatte er mit seinem Verein VC de Lavallois die französische Meisterschaft in der Mannschaftsverfolgung gewonnen.
Von 1949 bis 1959 war Coste Profi und bestritt hauptsächlich Straßenrennen. 1949 gewann er den Grand Prix des Nations, 1953 Paris–Limoges und die Monaco-Rundfahrt. 1950 belegte er bei Paris–Roubaix Rang vier. Dreimal startete er beim Giro d’Italia, sein bestes Resultat war Platz 40 im Jahre 1956. 1952 und 1957 nahm er an der Tour de France teil, gab aber beide Male frühzeitig auf.
1959 beendete Charles Coste seine aktive Radsportlaufbahn und wurde leitender Angestellter in einer der größten Wäschereien Europas für Hotelwäsche.

## Ehrungen und Diverses
2022 wurde Charles Coste zum Ritter der Ehrenlegion ernannt. Ab 1952 geschah diese Auszeichnung für französische Olympiasieger automatisch, da Coste aber schon 1948 Gold bei Olympia gewonnen hatte, war er jahrzehntelang übergangen worden. Die Ehrung erfolgte durch Tony Estanguet, Chef des Organisationskomitees der Spiele 2024. Er ließ für Coste die Marseillaise spielen, da 1948 in London offiziell keine Hymne für die französischen Sieger erklungen war: Die Schallplatte mit dem Lied konnte nicht gefunden werden, so dass die Fahrer die Hymne selbst anstimmen mussten.
2024 wurde Coste berufen, bei der Eröffnungsfeier zu den Olympischen Spielen in Paris für einige Sekunden die olympische Fackel zu halten. Zu diesem Zeitpunkt bereits 100 Jahre alt, saß er in einem stillstehenden Rollstuhl. Er war der älteste noch lebende französische Olympiasieger; seine drei Mannschaftskameraden waren inzwischen verstorben.

## Erfolge
1947
- Französischer Amateur-Meister – Einerverfolgung

1948
- Olympiasieger – Mannschaftsverfolgung (mit Pierre Adam, Serge Blusson und Fernand Decanali)
- Weltmeisterschaft – Einerverfolgung

1949
- Grand Prix des Nations

1952
- zwei Etappen Vuelta a la Argentina

1953
- Paris–Limoges

## Grand Tour-Platzierungen
| Grand Tour            | 1952 | 1953 | 1954 | 1955 | 1956 | 1957 | 1958 |
| --------------------- | ---- | ---- | ---- | ---- | ---- | ---- | ---- |
| Vuelta a EspañaVuelta | –    | –    | –    | –    | –    | –    | –    |
| Giro d’ItaliaGiro     | –    | –    | –    | –    | 40   | 72   | 77   |
| Tour de FranceTour    | DNF  | –    | –    | –    | –    | DNF  | –    |